# Euseius neovictoriensis
Euseius neovictoriensis är en spindeldjursart som först beskrevs av Schicha 1979.  Euseius neovictoriensis ingår i släktet Euseius och familjen Phytoseiidae. Inga underarter finns listade i Catalogue of Life.